# Annamanum sikkimense
Annamanum sikkimense är en skalbaggsart som beskrevs av Stefan von Breuning 1942. Annamanum sikkimense ingår i släktet Annamanum och familjen långhorningar. Inga underarter finns listade i Catalogue of Life.